# Joseph Zerafa
Joseph Zerafa (Mġarr, 31 maggio 1988) è un calciatore maltese, difensore o centrocampista del Mgarr United.

## Carriera

### Club
Dal 2005 milita nel Birkirkara.

### Nazionale
Nel 2011 ha esordito con la nazionale maltese.

## Palmarès

### Club

#### Competizioni nazionali
- Supercoppa di Malta: 6

Birkirkara: 2005, 2006, 2013, 2014
Hibernians: 2022
Ħamrun Spartans: 2023
- Campionato maltese: 4

Birkirkara: 2005-2006, 2009-2010, 2012-2013
Ħamrun Spartans: 2023-2024
- Coppa di Malta: 2

Birkirkara: 2007-2008, 2014-2015